# Chlorose-Index

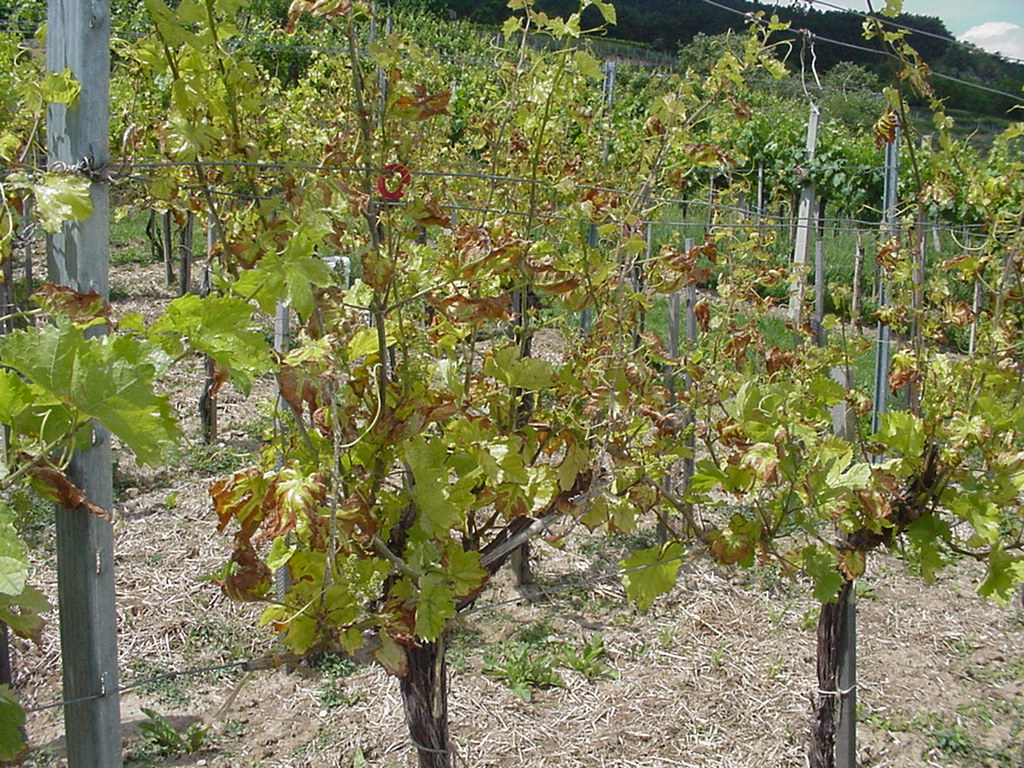
Rebstock mit stark von der Chlorose geschädigten Blättern

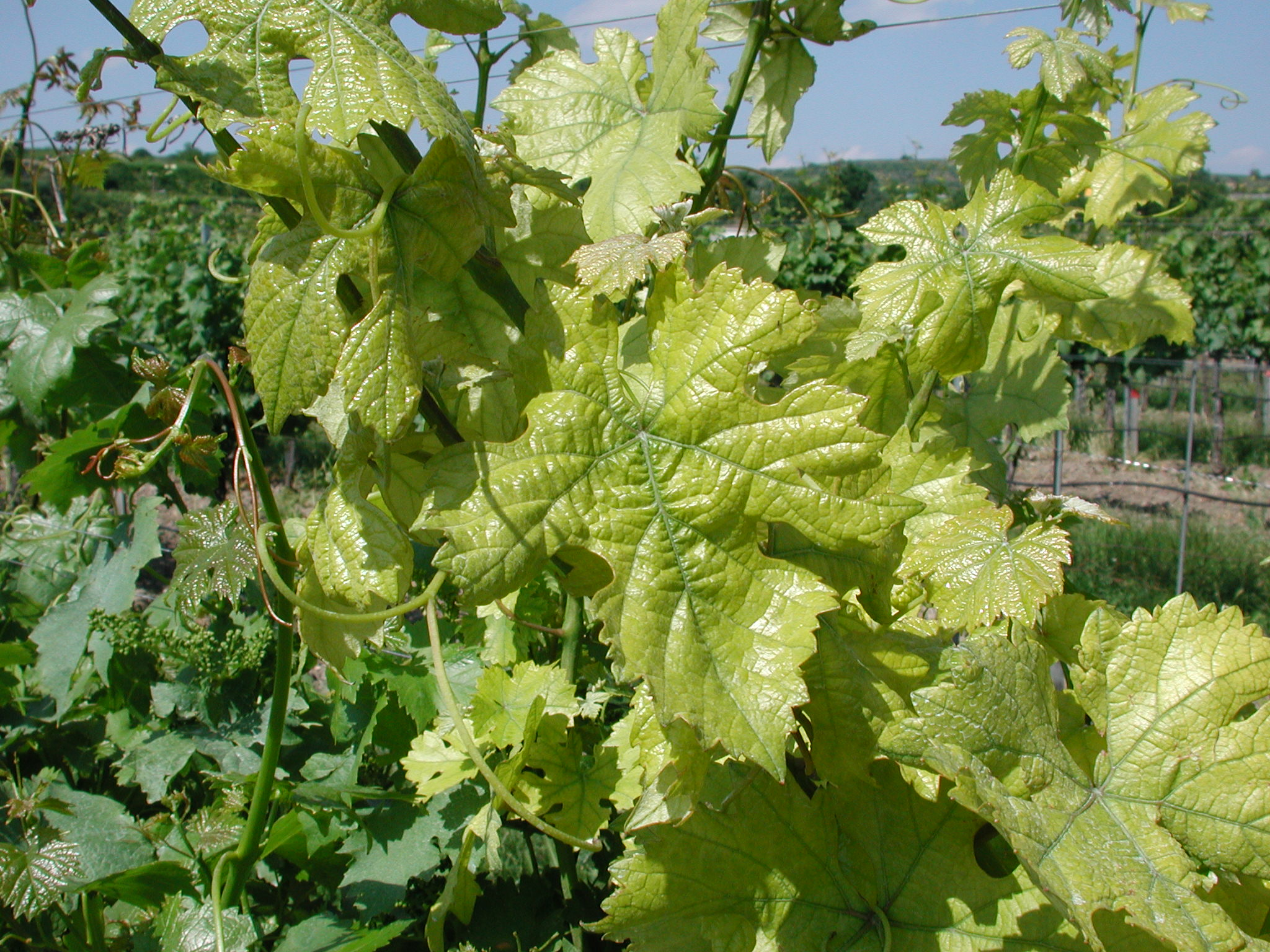
Chlorotische Blätter – es verbleiben entlang der Blattadern grünliche Streifen.

Der Chlorose-Index (französisch indice de pouvoir chlorosant, IPC) gibt Auskunft über die Fähigkeit des Bodens, Chlorose bei Kulturpflanzen zu induzieren. Die Untersuchungsmethode ergibt nur bei sehr kalkhaltigen Böden brauchbare Ergebnisse. Der Chlorose-Index wurde speziell für den Weinbau in Frankreich entwickelt. Der Indexwert ist eine zusätzliche Entscheidungshilfe für die Wahl der Unterlage bei Reben auf sehr kalkhaltigen Böden.

## Berechnung
Zu Berechnung des Chlorose-Indexes nach Juste und Pouget wird der aktive Kalkanteil des Bodens (Aktivkalk) mit dem leicht extrahierbaren (mit Ammoniumoxalat) Eisen herangezogen:
Chlorose-Index (IPC) nach Juste und Pouget:
{\displaystyle {\text{IPC}}={\frac {{\text{Aktivkalk in}}\;\%\;\cdot \;10000}{({\text{Eisen in mg/kg}})^{2}}}}

## Kalkgehalt
Der Kalkgehalt im Boden ist für das Auftreten von Chlorose von Bedeutung. Bei der Angabe des Bodenkalkgehaltes wird zwischen dem Gesamtkalk und Aktivkalk unterschieden.
AktivkalkIst der von der Rebe aufnehmbare Kalkanteil (der Anteil der Kalkteilchen unter 0,002 mm) des Bodens in Prozent.
GesamtkalkIst der im Boden vorhandene, durch Salzsäure extrahierbare Kalk (CaCO3) in Prozent.